# Hard Livin
Hard Livin, född 19 april 2007 på Brittany Farms i Versailles i Kentucky, är en amerikansk varmblodig travhäst. Han inledde karriären som unghäst hos Jimmy Takter i USA. Han tränades därefter i Sverige av sin ägare Daniel Redén.
Hard Livin tävlade åren 2009–2015. Han sprang in 5,5 miljoner kronor på 76 starter varav 11 segrar, 17 andraplatser och 6 tredjeplatser. Han tog karriärens största segrar i Hickory Pride PA Sire Stakes (2009) och Guldbjörken (2014). Han kom även på andraplats i Pennsylvania Sire Stakes (2009) och Kymi Grand Prix (2013) samt på fjärdeplats i Yonkers Trot (2010).
Efter tävlingskarriären har han varit avelshingst hos Daniel Redén (Stall Zet) på Furuby Gård. Hans vinstrikaste avkomma är Diana Zet (född 2016). Han är även far till Don Fanucci Zet.